# Paul McDowell
Paul L. McDowell (17. januar 1905 - 14. august 1962) var en amerikansk roer fra Philadelphia.
McDowell var en del af den amerikanske toer uden styrmand, der vandt bronze ved OL 1928 i Amsterdam. Hans makker i båden var John Schmitt. Amerikanerne blev besejret af tyskerne Bruno Müller og Kurt Moeschter, der vandt guld, og af briterne Terence O'Brien og Robert Nisbet, der fik sølv. Det var den eneste udgave af OL han deltog i.

## OL-medaljer
- 1928:  Bronze i toer uden styrmand